# Шфарам
Шфара́м (ивр. שְׁפַרְעָם‎, араб. شفاعمرو‎) — город в Северном округе Израиля.
Город существовал уже в ханаанскую эпоху, он упоминается в еврейских хрониках, в нём есть несколько старинных синагог и церквей.
В XII веке здесь находилась крепость крестоносцев.
Город получил трагическую известность после теракта (2005), совершённого еврейским радикалом в автобусе, следовавшем в город.
В 2028 году через город пройдет легкорельсовая транспортная система Хайфа-Назарет. В городе запланированы две остановки.

## Население
По данным Центрального статистического бюро Израиля, население на начало 2020 года составляло 42 137 человек.
58,9 % населения получают аттестат зрелости, 9,9 % имеют высшее образование. Средняя зарплата составляет 6 702 шекелей. В Шфараме проживают мусульмане (61,3 %), друзы (13,9 %) и христиане (24,8 %).
Арабское население Шфарама достаточно лояльно Израилю, в частности, Шфарам стал одним из немногих арабских населённых пунктов, где праздновалось 60-летие Государства Израиль. По состоянию на 2002 год в городе проживало 7 % всех христиан Израиля. Среднемесячная заработная плата сотрудника в течение 2019 года составила 6236 шекелей (в среднем по стране: 9745 шекелей).

## Образование
В 2004 году в городе открылась консерватория, ставшая первой консерваторией в арабском городе Израиля.